# 威爾士島 (努納武特)
68°01′N 86°40′W / 68.017°N 86.667°W

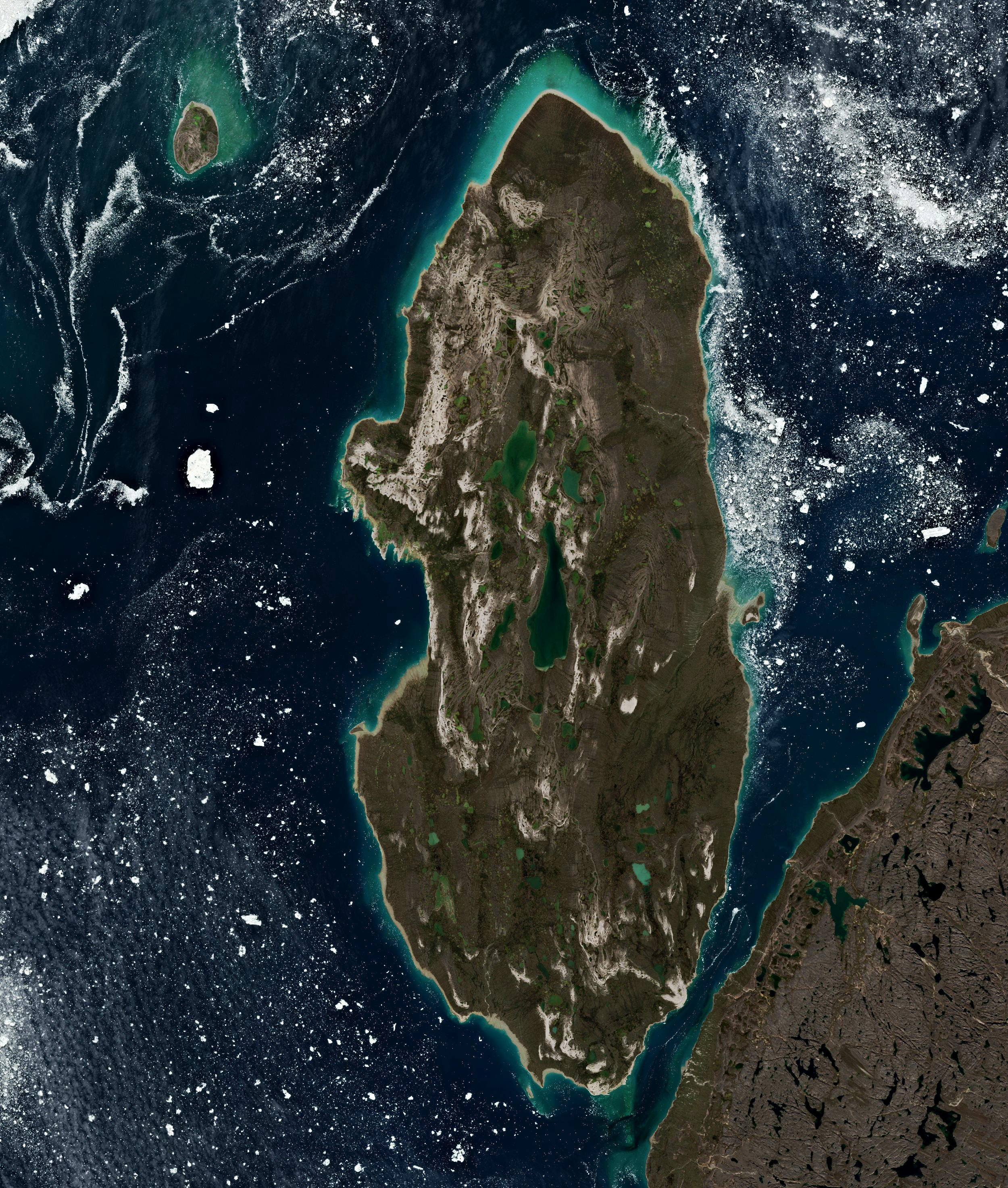
由哨兵2號從太空中拍攝的威爾士島

威爾士島是加拿大努那武特的無人島嶼，位於布西亞灣，屬於北極群島的一部分，由基吉柯塔魯克地區負責管轄，長63公里、寬23公里，面積1,137平方公里，最高點海拔高度165米。